# Fourches
Fourches est une commune française, située dans le département du Calvados en région Normandie, peuplée de 217 habitants.

## Géographie
| Pertheville-Ners | Crocy                 | Crocy        |
| Vignats          | Fourches              | Crocy        |
| Vignats          | Vignats, Merri (Orne) | Merri (Orne) |

### Hydrographie
La commune est située dans le bassin Seine-Normandie. Elle est drainée par la Filaine et divers autres petits cours d'eau,.

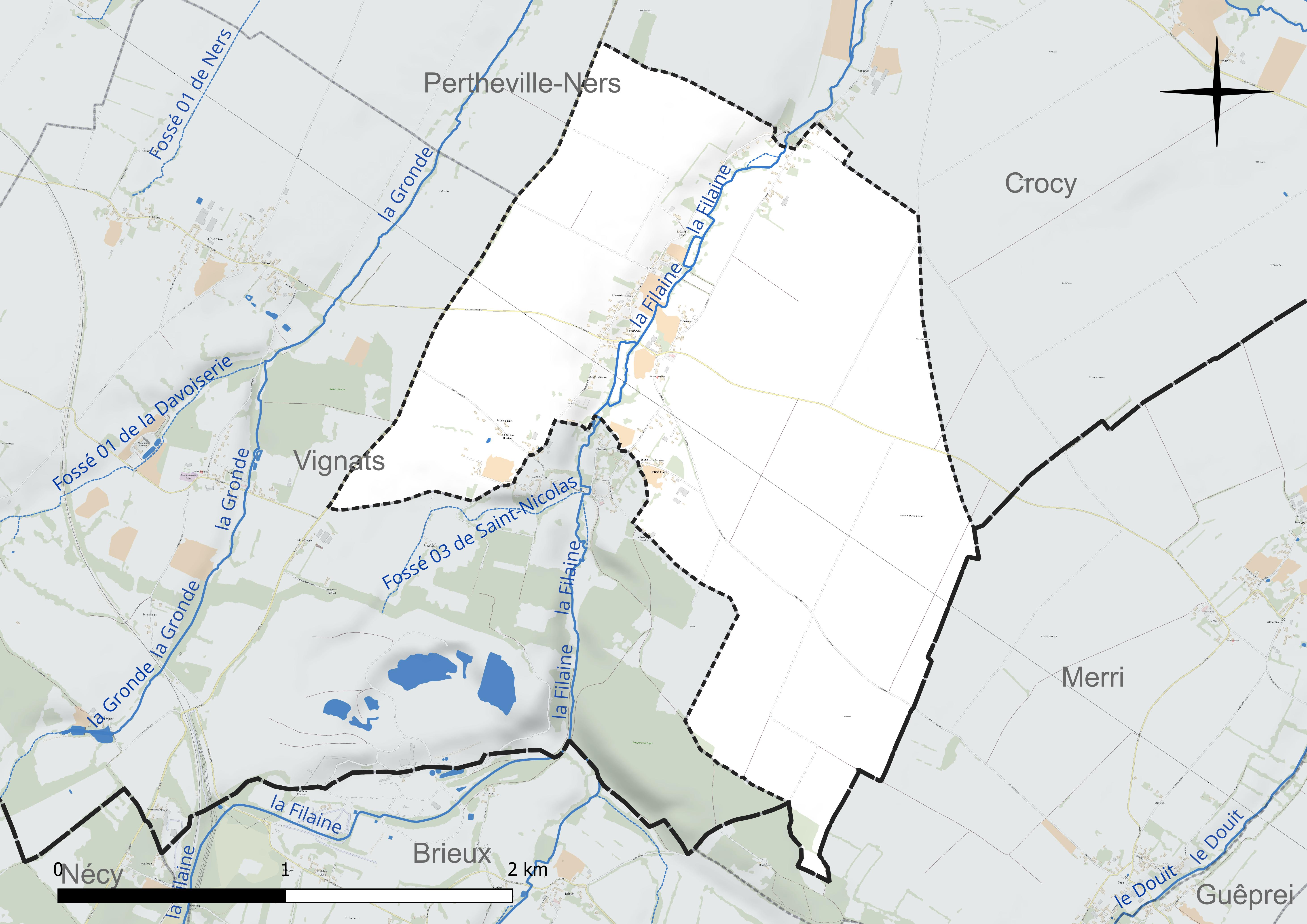
Réseau hydrographique de Fourches.

### Climat
Pour des articles plus généraux, voir Climat de la Normandie et Climat du Calvados.
En 2010, le climat de la commune est de type climat océanique dégradé des plaines du Centre et du Nord, selon une étude du CNRS s'appuyant sur une série de données couvrant la période 1971-2000. En 2020, Météo-France publie une typologie des climats de la France métropolitaine dans laquelle la commune est exposée à un climat océanique et est dans la région climatique  Normandie (Cotentin, Orne), caractérisée par une pluviométrie relativement élevée (850 mm/a) et un été frais (15,5 °C) et venté. Parallèlement le GIEC normand, un groupe régional d'experts sur le climat, différencie quant à lui, dans une étude de 2020, trois grands types de climats pour la région Normandie, nuancés à une échelle plus fine par les facteurs géographiques locaux. La commune est, selon ce zonage, exposée à un « climat des plateaux abrités », correspondant à la plaine agricole de Caen à Falaise, sous le vent des collines de Normandie et proche de la mer, se caractérisant par une pluviométrie et des contraintes thermiques modérées.
Pour la période 1971-2000, la température annuelle moyenne est de 10,7 °C, avec  une amplitude thermique annuelle de 12,8 °C. Le cumul annuel moyen de précipitations est de 735 mm, avec 11,3 jours de précipitations en janvier et 7,3 jours en juillet. Pour la période 1991-2020, la température moyenne annuelle observée sur la station météorologique la plus proche, située sur la commune de Damblainville à 7 km à vol d'oiseau, est de 11,6 °C et le cumul annuel moyen de précipitations est de 716,8 mm,. Pour l'avenir, les paramètres climatiques de la commune estimés pour 2050 selon différents scénarios d'émission de gaz à effet de serre sont consultables sur un site dédié publié par Météo-France en novembre 2022.

## Urbanisme

### Typologie
Au 1er janvier 2024, Fourches est catégorisée commune rurale à habitat dispersé, selon la nouvelle grille communale de densité à 7 niveaux définie par l'Insee en 2022.
Elle est située hors unité urbaine et hors attraction des villes,.

### Occupation des sols
L'occupation des sols de la commune, telle qu'elle ressort de la base de données européenne d'occupation biophysique des sols Corine Land Cover (CLC), est marquée par l'importance des territoires agricoles (92,9 % en 2018), une proportion sensiblement équivalente à celle de 1990 (93,3 %). La répartition détaillée en 2018 est la suivante : 
terres arables (78,2 %), zones agricoles hétérogènes (14,7 %), zones urbanisées (6,9 %), forêts (0,3 %). L'évolution de l'occupation des sols de la commune et de ses infrastructures peut être observée sur les différentes représentations cartographiques du territoire : la carte de Cassini (XVIIIe siècle), la carte d'état-major (1820-1866) et les cartes ou photos aériennes de l'IGN pour la période actuelle (1950 à aujourd'hui).

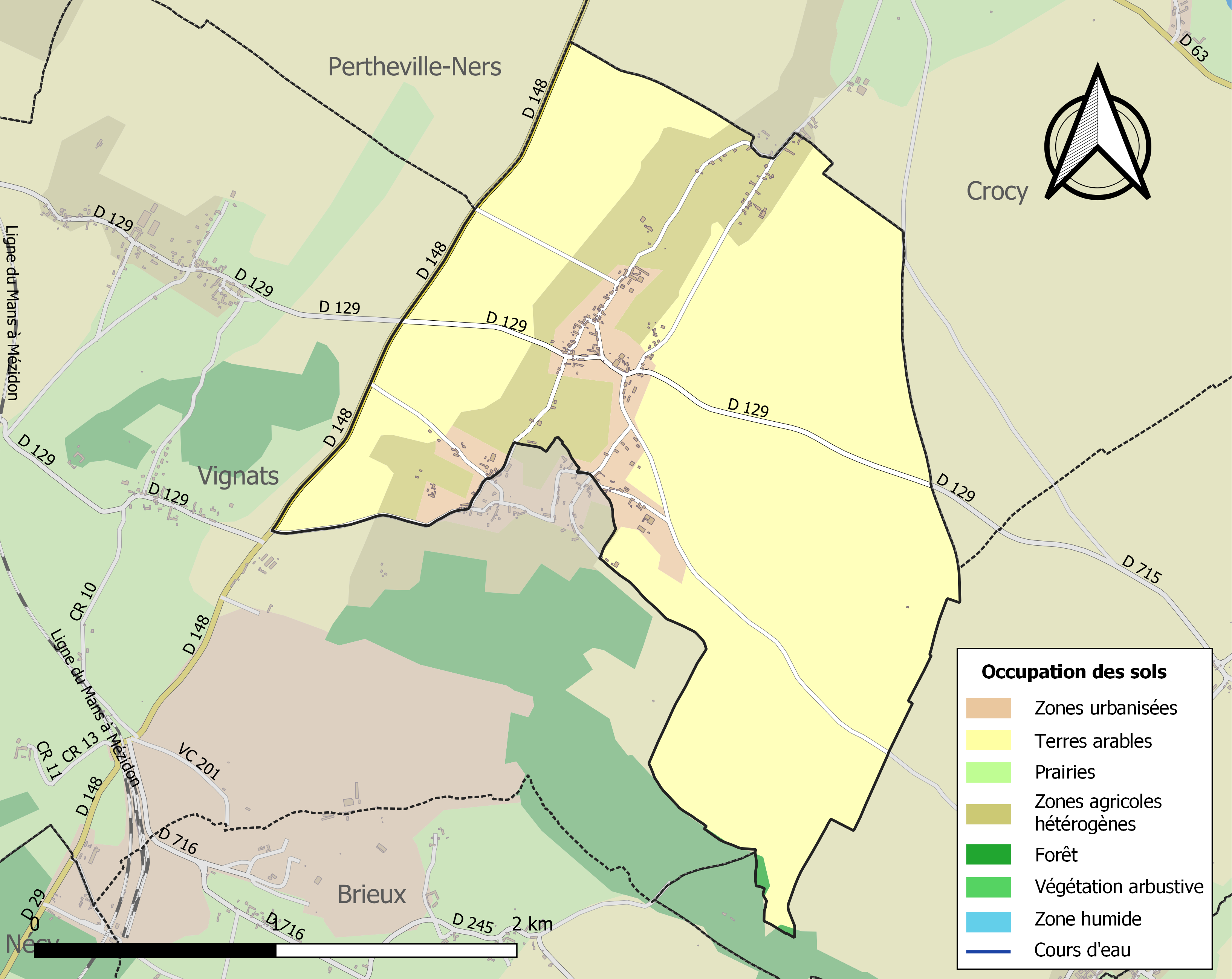
Carte des infrastructures et de l'occupation des sols de la commune en 2018 (CLC).

## Toponymie
Le nom de la localité est attesté sous la forme Furcae en 1101.
Ce toponyme, au pluriel, est dérivé du latin forca « fourche » dans l'idée de « bifurcation d'un chemin ». Il faut préciser que fourche peut avoir eu le sens de « fourche patibulaire, gibet », ces gibets étaient établis aux carrefours des grands chemins. Il est difficile de déterminer si nous sommes en présence d'une bifurcation ou d'un gibet.
Le gentilé est Fourchus.

## Histoire
Extrait de Émile Blin, Fourches : Essai historique, Argentan, Imprimerie du journal de l'Orne, 1886 :

« De nos anciennes provinces, la Normandie est la seule qui ait produit autant de faits célèbres et intéressants à connaître : le moindre hameau a son histoire.
Le touriste qui passe avide de tout voir et de tout connaître, reste parfois sous le charme de quelques faits historiques qu'il a recueillis.
Les siècles se sont succédé tumultueux, emportant avec eux de précieux souvenirs, les guerres et les troubles ont souvent détruit les fastes de l'histoire, mais quoi qu'il en soit ce qui nous reste peut encore jeter quelque lumière.
Mettant en action le vieux proverbe du sage "Soyons humbles et contentons-nous de peu" Je vais essayer d'esquisser en quelques pages l'histoire d'une humble commune, avec bien peu de documents, mais il vaut mieux peu savoir que trop ignorer.
Je veux parler de la commune de Fourches ; dans les anciens titres elle figure sous les noms Furca, Furcae, ou de Furcis, Furcas ; on prétend qu'elle tire son nom de ce que son territoire se termine au midi par deux espèces de branches fourchues. Ses hameaux sont : le Gros-de-Fourches, le Mesnil-de-Fourches, le Bout-aux-Merciers, le Beau-Bout, les Lisses, le Marais et la Deravine. »

## Démographie
L'évolution du nombre d'habitants est connue à travers les recensements de la population effectués dans la commune depuis 1793. Pour les communes de moins de 10 000 habitants, une enquête de recensement portant sur toute la population est réalisée tous les cinq ans, les populations de référence des années intermédiaires étant quant à elles estimées par interpolation ou extrapolation. Pour la commune, le premier recensement exhaustif entrant dans le cadre du nouveau dispositif a été réalisé en 2005.
En 2022, la commune comptait 217 habitants, en évolution de −4,82 % par rapport à 2016 (Calvados : +1,58 %, France hors Mayotte : +2,11 %).
Fourches a compté jusqu'à 503 habitants en 1846.
| 1793 | 1800 | 1806 | 1821 | 1831 | 1836 | 1841 | 1846 | 1851 |
| ---- | ---- | ---- | ---- | ---- | ---- | ---- | ---- | ---- |
| 451  | 472  | 448  | 434  | 427  | 411  | 427  | 503  | 422  |

| 1856 | 1861 | 1866 | 1872 | 1876 | 1881 | 1886 | 1891 | 1896 |
| ---- | ---- | ---- | ---- | ---- | ---- | ---- | ---- | ---- |
| 419  | 382  | 372  | 343  | 302  | 276  | 273  | 238  | 218  |

| 1901 | 1906 | 1911 | 1921 | 1926 | 1931 | 1936 | 1946 | 1954 |
| ---- | ---- | ---- | ---- | ---- | ---- | ---- | ---- | ---- |
| 199  | 199  | 175  | 164  | 181  | 191  | 207  | 212  | 189  |

| 1962 | 1968 | 1975 | 1982 | 1990 | 1999 | 2005 | 2006 | 2010 |
| ---- | ---- | ---- | ---- | ---- | ---- | ---- | ---- | ---- |
| 175  | 170  | 156  | 166  | 147  | 151  | 160  | 158  | 214  |

| 2015 | 2020 | 2022 | - | - | - | - | - | - |
| ---- | ---- | ---- | - | - | - | - | - | - |
| 225  | 220  | 217  | - | - | - | - | - | - |

## Économie
Céréales, betterave.

## Lieux et monuments

### Architecture civile
- Restes d'un château féodal.

### Architecture sacrée
- Église Saint-Germain avec restes d'époque romane ; chapelles du transept du XVe, retable (1810) avec une Descente de Croix signée Crespin (1874) mais qui est une copie de Rubens, antependium de Jean-Baptiste Daubin du XVIIe[26]. Sur un tabernacle figure un haut-relief polychrome du XVIe représentant notamment sainte Catherine[27].

## Activité et manifestations
- Tennis de table.
- Terrain de pétanque.
- Association amicale de l'âge d'or.

## Personnalités liées à la commune
- Vers le début du XIXe siècle[26], Virlouvet et les deux Hébert étaient des poètes chansonniers célèbres localement, animant foires et cabarets.